# Jelly Jamm
Jelly Jamm è una serie televisiva animata britannica-spagnola prodotta da Vodka Capital e 737 Shaker e co-prodotta da RTVE, produttore giapponese di giocattoli, figure e videogiochi Bandai e distribuita da Big Picture. La serie è trasmessa in anteprima mondiale su Cartoonito nel Regno Unito il 5 settembre 2011, viene trasmessa poi in Spagna su Clan dal 7 novembre 2011 e in Italia su Boomerang dal 3 novembre 2011, ed in seguito su Cartoonito dal 5 dicembre 2011. Jelly Jamm è rivolto a bambini da 5 ai 10 anni.

## Trama
Jelly Jamm segue le avventure di sette personaggi: Goomo, Bello, Mina, Rita, Ongo, Regina Chloe e Re Lumpy; che vivono su un pianeta chiamato "Jammbo". Il pianeta ha una fabbrica di musica da cui proviene tutta la musica nell'universo, e questa musica è prodotta continuamente attraverso delle bolle. Se questa fabbrica si fermasse, i personaggi verrebbero sospesi in una posizione fissa e non sarebbero in grado di muoversi senza memoria. L'intenzione di Jelly Jamm è di "celebrare la musica, il divertimento e l'amicizia", e in ogni episodio i personaggi interagiscono tra loro in vari giochi e attività, imparando la morale e le lezioni.

## Personaggi

### Principali
Goomo è un ragazzo magenta che è molto sensibile, tranquillo e amichevole. Cerca sempre una soluzione rapida in ogni conflitto per rendere tutti felici di nuovo. Le sue soluzioni sono spesso basate solo sui sentimenti e questo rende le cose fuori o controllo, o saranno risolte. Goomo è un bambino allegro che si esprime liberamente attraverso la danza. È un po 'cicciottello e talvolta ha un grande appetito, ma ha mostrato interesse per l'esercizio. Goomo ama il suo migliore amico Bello, e adorano suonare insieme. Quando Bello diventa Jammboman, Goomo diventa il suo assistente. Di solito porta un elmetto per nascondere i suoi capelli. È doppiato da Fabiola Bittarello.
Bello è un ragazzo rosso ed è un abitante del pianeta 'Jammbo'. È il capo dell'equipaggio. Bello ha 10 anni e ha un'insaziabile curiosità e una sconfinata energia e una forza trainante tra i suoi amici dei quali si tiene vicino, in particolare, Goomo, il suo aiutante. Bello ama leggere fumetti, in particolare il suo fumetto che disegna si chiama "Jammboman", che è la sua identità di supereroe. Oltre al disegno, si diverte a ballare. La sua personalità, unita alla sua vasta conoscenza generale, lo portano ad essere molto coinvolto nelle varie avventure dello show. Bello diventa un supereroe e prende un'identità diversa, prendendo il nome Jammboman, ma non lo dimentica mai. Conserva il suo vecchio costume e una placca di titanio che porta il nome, "Jammboman" nel suo nascondiglio segreto. È anche uno dei più grandi artisti marziali del suo intero universo, grazie a nonno Dodo. È doppiato da Beatrice Margiotti.
Mina è una ragazza blu il cui ruolo è quello di essere il cervello del gruppo. Parla con uno sconosciuto accento straniero e passa il tempo a sperimentare e a fare invenzioni a casa come un personaggio scientifico e generalmente curioso. Queste invenzioni, combinate con la sua conoscenza, spesso aiutano il gruppo, quindi è una fonte di aiuto quando gli altri affrontano le avversità nelle avventure. Mini Mina è una parte meccanica miniaturizzata che Mina usa per spiegare meglio le migliori attività. Lei e Bello combattono spesso, ma dopo tutto, hanno bisogno l'uno dell'altra. È doppiata da Francesca Rinaldi.
Rita è una bambina rosa di 5 anni, tenera, dolce, affettuosa e giocherellona. Rita è piccola ed educata e si diverte a giocare con la sua bambola "Principessa". Principessa è una bambola di pezza imbottita e il suo giocattolo preferito. A volte è impulsiva, il che la porta a ignorare i potenziali pericoli. Rita adora accarezzare i Dodos, ma a volte lo fa con troppa emozione e li fa fuggire. Fortunatamente, i piccoli animali corrono più veloci di lei. Rita ama le feste del tè, specialmente con la sua bambola principessa. Le sue persone preferite sono La Regina e il suo eroe Bello, e lei un giorno vorrebbe essere come loro. Rita è considerata una semplice sorella minore. È doppiata da Patrizia Salerno.
Ongo è un ragazzo viola che non sa parlare, ma per lo più comunica attraverso suoni, danza e musica. Essendo molto silenzioso, è raffigurato come estremamente misterioso, ma comunque espressivo. È il musicista più abile tra i personaggi. Vive in una "casa" da lui creata, costituita principalmente da un divano posto tra una pianta di stanze tracciate con il gesso sul terreno, senza pareti o soffitti.
Chloe è una regina viola e gialla che lavora mentre il re Lumpy è impegnato a suonare: organizza il lavoro dei Dodos, e dirige la fabbrica della musica. Ama lavorare nel suo giardino, lavorare a maglia e giocare a nacchere mentre agita leggermente i fianchi. Ha un forte senso morale e quindi è un'ottima guida per i bambini, anche se non sempre sa come rispondere alle domande della gente. Secondo il re Lumpy, la regina Chloe era una bambina molto cattiva. È doppiata da Barbara Berengo.
Lumpy è un re viola educato e saggio quando parla in pubblico, ma in privato è più infantile e malizioso. Ama essere il re e decreta le cose a caso. Passa la maggior parte del suo tempo a fare "lavori veri" (di qualsiasi tipo), ma ciò che gli piace di più è giocare ai videogiochi o guardare la sua incredibile collezione di giocattoli e oggetti conservati nel suo deposito di regali. È doppiato da Alessandro Vanni.

### Minori
I Dodo - I Dodo sono creature a forma di corno, descritti come "i più incredibili esseri Jammbo". Hanno corpi neri e facce verdi, con una coda curva a uncino. Vivono sulla terra, nell'aria e nell'acqua. Come i veri mammiferi, i dodos sono spaventosi e spesso fuggono in gruppo. Molti di loro lavorano nella "fabbrica musicale" o nel "Regno". Amano la musica e tengono il passo fischiando o cantando il coro. Il loro compito più importante è quello di far funzionare la fabbrica musicale. Dalla seconda stagione in poi, i colori del dodo diventano più vari. Ci sono dei dodos giganti, con corpi blu e facce gialle, che dormono sempre e si svegliano solo se qualcuno li infastidisce. I dodos nascono spesso verdi, ma cambiano colore se sono di un'altra specie.
Braccialetti frodi - Sono una delle tante entità di Jammbo che sono malvagie. Di solito convincono le persone a usarle, spesso lavorando per intrappolare e vincere tutto il tempo; tuttavia, potrebbero non rilasciare mai l'utente in teoria. I braccialetti barare possono parlare e avere grandi poteri. Uno è riuscito a convincere Rita a usarlo e ha scoperto il suo errore troppo tardi. Fortunatamente, Bello ha trovato un modo per rimuovere il braccialetto da Rita e, per inciso, ha dato una buona lezione ai braccialetti.
I Chompers - Sono un trio di coccodrilli che passavano solo da Jammbo, ma potrebbero apparire in altri episodi in futuro.
Walking Ball - Il suo vero nome è Fred. Lui è un pallone da basket e un ballerino, che indossa scarpe da tip tap.
Sole: è un personaggio giallo brillante nel video musicale "Salta". Il Sole è l'ultimo residuo di un Mega-Sole che ha dato luce per centinaia di anni prima che venisse distrutto. A quei tempi, il Mega-Sun era responsabile di dare luce e riscaldamento al pianeta Jammbo e al resto della galassia. In effetti, il Mega-Sole era così luminoso, non c'era notte. Non è stato confermato quale fosse il nome del Mega-Sole. Come il sole è fatto di energia, può volare e viaggiare alla velocità della luce.
Teschio Burlone - È un teschio gigante che ama prendere in giro gli avventurieri alla ricerca di tesori con sfide che ne mettano alla prova il valore.
Dodo Ballerino - È un dodo che ama la musica, come tutte le creature di Jammbo, ma si differenzia tra gli altri dodos per il suo abito da ballo rosso. Ama molti generi musicali incluso il rap, e la sua danza preferita è la Break Dance.
Nonno Dodo - Conosciuto anche come "Dodo Sensei", è un dodo senile che ha più di 1000 anni ed è viola con baffi e capelli bianchi. Usa un bastoncino di legno per camminare, ma soprattutto è molto saggio: si dice che sia il più saggio di tutti i dodos. Ha curato Bello sin dalla nascita (ha molte foto di Bello) ed è come un nonno per lui. Sa che Bello può essere avventato e impaziente, ma nonostante questo, è orgoglioso di lui perché sa di avere un grande cuore e, nonostante le difficoltà, prende sempre le giuste decisioni.
Arcinemesi - È l'alter ego dell'assistente di Jammboman e l'arcinemesi del nostro eroe, Jammboman. È stato creato in un incidente da Mina nel tentativo di contattare diverse dimensioni. Goomo diventò malvagio, ma dopo che tornò alla bontà, il personaggio dell'arcinemico esisteva ancora dentro di lui. E una volta che Goomo entrò nella macchina, l'alter ego si attivò. Essendo un super criminale con il potere di manipolare l'acido abbastanza forte da abbattere l'energia, non si fermerà davanti a nulla per sconfiggere e distruggere Jammboman.
Assistente dell'arcinemiesi - è l'alter ego di Jammboman e con il potere di manipolare la magia, questo cattivo è il compagno dell'arcinemesi. Nessuno conosce le sue origini, nemmeno Bello. È apparso in un episodio quando Bello tentò di rincuorare Goomo facendosi il suo compagno e alla fine ottenne il suo migliore amico. È appena apparso lì quando il test della macchina da viaggio dimensionale è fallito. Molte teorie dicono che l'arcinemico lo ha tirato fuori da Bello quando è uscito dalla macchina.

## Episodi

### Prima Stagione
| n° | Titolo Originale     | Titolo Italiano                   | Prima TV Regno Unito | Prima TV Italia  |
| -- | -------------------- | --------------------------------- | -------------------- | ---------------- |
| 1  | The Instant Gardener | Giardiniere in un batter d'occhio | 5 settembre 2011     | 24 dicembre 2011 |
| 2  | Mina's Party         | La festa di Mina                  | 5 settembre 2011     | 24 dicembre 2011 |
| 3  | Mamma Mina           | Mamma Mina                        | 6 settembre 2011     | 31 dicembre 2011 |
| 4  | Promises, Promises   | Doppia promessa                   | 6 settembre 2011     | 31 dicembre 2011 |
| 5  | Super Jelly League   | Super gelatina lega               | 7 settembre 2011     | 7 gennaio 2012   |
| 6  | Best Friends Forever | Migliori amici per sempre         | 7 settembre 2011     | 8 gennaio 2012   |
| 7  | I Want That Too      | Voglio anche questo               | 8 settembre 2011     | 16 gennaio 2012  |
| 8  | Rita Adopts A Dodo   | Rita adotta un dodo               | 8 settembre 2011     | 17 gennaio 2012  |
| 9  | The Jelly Must Flow  | Il Jelly deve scorrere            | 9 settembre 2011     | 18 gennaio 2012  |
| 10 | Flower Fear          | La Paura del fiore                | 9 settembre 2011     | 19 gennaio 2012  |
| 11 | Radio Goomo          | Radio Goomo                       | 10 settembre 2011    | 24 gennaio 2012  |
| 12 | Royal Roommate       | Reale compagno di camera          | 10 settembre 2011    | 20 gennaio 2012  |
| 13 | Tree Mystery         | Albero mistero                    | 11 settembre 2011    | 23 gennaio 2012  |
| 14 | Inventor Bello       | Inventore Bello                   | 11 settembre 2011    | 25 gennaio 2012  |
| 15 | Sound Detective      | Suoni investigativi               | 12 settembre 2011    | 26 gennaio 2012  |
| 16 |                      | Rita perde principessa            | 12 settembre 2011    | 27 gennaio 2012  |
| 17 |                      | Regina Rita                       | 13 settembre 2011    | 30 gennaio 2012  |
| 18 |                      | Le Storie di pauroso              | 13 settembre 2011    | 31 gennaio 2012  |
| 19 |                      | Volare bugie                      | 14 settembre 2011    | 1 febbraio 2012  |
| 20 |                      | Oscillazione di Mina              | 14 settembre 2011    | 2 febbraio 2012  |
| 21 |                      | Apprendista Bello                 | 15 settembre 2011    | 3 febbraio 2012  |
| 22 |                      | Barare bracciali                  | 15 settembre 2011    | 4 febbraio 2012  |
| 23 |                      | Operazione di salvataggio Jammbo  | 16 settembre 2011    | 5 febbraio 2012  |
| 24 |                      | Invisibile!                       | 16 settembre 2011    | 6 febbraio 2012  |
| 25 |                      | L'Aurora musicale                 | 17 settembre 2011    | 7 febbraio 2012  |
| 26 |                      | Il temporale                      | 17 settembre 2011    | 8 febbraio 2012  |
| 27 |                      | Spazio interno                    | 5 marzo 2012         | 1 agosto 2012    |
| 28 |                      | Il compleanno della regina        | 5 marzo 2012         | 2 agosto 2012    |
| 29 |                      | La mia piccola regina             | 6 marzo 2012         | 3 agosto 2012    |
| 30 |                      | Il compleanno di Goomo            | 6 marzo 2012         | 4 agosto 2012    |
| 31 |                      | I libri di Ongo                   | 7 marzo 2012         | 6 agosto 2012    |
| 32 |                      | Una grande studentessa            | 7 marzo 2012         | 7 agosto 2012    |
| 33 |                      | La casa volante                   | 8 marzo 2012         | 8 agosto 2012    |
| 34 |                      | Gli occhiali di Goomo             | 8 marzo 2012         | 9 agosto 2012    |
| 35 |                      | Universo monocolore               | 9 marzo 2012         | 10 agosto 2012   |
| 36 |                      | Natura selvaggia                  | 9 marzo 2012         | 11 agosto 2012   |
| 37 |                      | Soundgatcher                      | 8 maggio 2012        | 13 agosto 2012   |
| 38 |                      | Bello con un occhio solo          | 8 maggio 2012        | 14 agosto 2012   |
| 39 |                      | Corsa di Goomo                    | 9 maggio 2012        | 15 agosto 2012   |
| 40 |                      | Agente Mina                       | 9 maggio 2012        | 16 agosto 2012   |
| 41 |                      | Il colore del divertimento        | 10 maggio 2012       | 17 agosto 2012   |
| 42 |                      | Volare vasca da bagno             | 10 maggio 2012       | 18 agosto 2012   |
| 43 |                      | Sceriffo silenzioso               | 11 maggio 2012       | 20 agosto 2012   |
| 44 |                      | Backup                            | 11 maggio 2012       | 21 agosto 2012   |
| 45 |                      | Il giudice del ritmo              | 12 maggio 2012       | 22 agosto 2012   |
| 46 |                      | La gara di disegno                | 12 maggio 2012       | 23 agosto 2012   |
| 47 |                      | Il Dodo bianco                    | 17 agosto 2012       | 24 agosto 2012   |
| 48 | Questions, Questions | Domande, domande                  | 17 agosto 2012       | 25 agosto 2012   |
| 49 | Super Speed          | L'Uomo mascherato                 | 20 agosto 2012       | 27 agosto 2012   |
| 50 | Look at Me           | Al centro dell'attenzione         | 20 agosto 2012       | 28 agosto 2012   |
| 51 | Game Surprise        | Mettere in ordine è divertente    | 21 agosto 2012       | 29 agosto 2012   |
| 52 | Jammbo's Rhythm      | Migliore di Jammbo Rhythm         | 21 agosto 2012       | 30 agosto 2012   |

### Seconda Stagione
| n° | Titolo                        | Anno |
| -- | ----------------------------- | ---- |
| 53 | Il Re cloni                   | 2012 |
| 54 | Il nonno Dodo                 | 2012 |
| 55 | Un giorno alle corse          | 2012 |
| 56 | Le scarpe da tennis bianche   | 2012 |
| 57 | La persa Dodo                 | 2012 |
| 58 | Dodo Farfalla                 | 2012 |
| 59 | La Storia                     | 2012 |
| 60 | Casa di volare a casa         | 2012 |
| 61 | L'uomo che potrebbe essere re | 2012 |
| 62 | Mostro di noia                | 2012 |
| 63 | Il dono è il dono             | 2012 |
| 64 | Doppio Bello                  | 2013 |
| 65 | La caduta di Jammboman        | 2013 |
| 66 | Il professor Goomo            | 2013 |
| 67 | Sorride la Principessa        | 2013 |
| 68 | L'Adesivo                     | 2013 |
| 69 | Assistente Grandpa            | 2013 |
| 70 | La Pianta                     | 2013 |
| 71 | Ripetizione, Ripetizione      | 2013 |
| 72 | Il giocattolo perfetto        | 2013 |
| 73 | Il Camping Trip               | 2013 |
| 74 | Scegli me                     | 2013 |
| 75 | Il mio turno                  | 2013 |
| 76 | Jammbo TV                     | 2013 |
| 77 | Tieni per mano                | 2013 |